# Élections cantonales de 2011 dans les Pyrénées-Orientales
Les élections cantonales ont eu lieu les 20 et 27 mars 2011.

## Contexte départemental

### Assemblée départementale sortante
Avant les élections, le conseil général des Pyrénées-Orientales est présidé par Hermeline Malherbe-Laurent (DVG). Il comprend 31 conseillers généraux issus des 31 cantons des Pyrénées-Orientales, 16 d'entre eux sont renouvelables lors de ces élections.
| Parti                                | Sigle | Élus |
| ------------------------------------ | ----- | ---- |
| Majorité (19 sièges)                 |       |      |
| Parti socialiste                     | PS    | 15   |
| Parti communiste français            | PCF   | 3    |
| Divers gauche                        | DVG   | 1    |
| Opposition (12 sièges)               |       |      |
| Union pour un mouvement populaire    | UMP   | 6    |
| Divers droite                        | DVD   | 4    |
| Union des démocrates et indépendants | UDI   | 2    |
| Président du conseil général         |       |      |
| Hermeline Malherbe-Laurent (PS)      |       |      |

## Résultats à l'échelle du département
| Binômes            | Binômes                           | Premier tour | Premier tour | Second tour | Second tour | Sièges |
| Binômes            | Binômes                           | Voix         | %            | Voix        | %           | Sièges |
| ------------------ | --------------------------------- | ------------ | ------------ | ----------- | ----------- | ------ |
|                    | Parti socialiste                  | 21 576       | 25,75        | 25 202      | 30,88       | 8      |
|                    | Parti communiste français         | 8 095        | 9,66         | 6 807       | 8,34        | 2      |
|                    | Europe Écologie Les Verts         | 6 213        | 7,42         |             |             |        |
|                    | Divers gauche                     | 1 840        | 2,20         | 2 818       | 3,45        | 0      |
|                    | Extrême gauche                    | 334          | 0,40         |             |             |        |
|                    | Parti radical de gauche           | 299          | 0,36         |             |             |        |
| Gauche             | Gauche                            | 38 357       | 45,79        | 34 827      | 42,67       | 10     |
|                    |                                   |              |              |             |             |        |
|                    | Front national                    | 17 392       | 20,76        | 14 742      | 18,06       | 0      |
|                    | Union pour un mouvement populaire | 16 139       | 19,26        | 20 687      | 25,35       | 3      |
|                    | Divers droite                     | 5 269        | 6,29         | 6 435       | 7,89        | 2      |
|                    | Mouvement démocrate               | 4 108        | 4,90         | 4 919       | 6,03        | 1      |
| Droite             | Droite                            | 42 908       | 51,21        | 46 783      | 57,33       | 6      |
|                    |                                   |              |              |             |             |        |
|                    | Divers                            | 1 819        | 2,17         |             |             |        |
|                    |                                   |              |              |             |             |        |
|                    | Régionalisme                      | 754          | 0,90         |             |             |        |
|                    |                                   |              |              |             |             |        |
|                    | ECO                               | 209          | 0,65         |             |             |        |
|                    |                                   |              |              |             |             |        |
| Inscrits           | Inscrits                          | 171 889      | 100,00       | 167 418     | 100,00      |        |
| Abstentions        | Abstentions                       | 86 156       | 50,12        | 78 929      | 47,14       |        |
| Votants            | Votants                           | 85 733       | 49,88        | 88 489      | 52,86       |        |
| Blancs et nuls     | Blancs et nuls                    | 1 952        | 2,28         | 6 879       | 7,77        |        |
| Suffrages exprimés | Suffrages exprimés                | 83 781       | 97,72        | 81 610      | 92,23       |        |

### Résultats en nombre de sièges
| Partis | Partis                            | Conseillers sortants | Conseillers élus | Évolution       |
| ------ | --------------------------------- | -------------------- | ---------------- | --------------- |
|        | Parti communiste français         | 2                    | 2                | en stagnation   |
|        | Parti socialiste                  | 6                    | 8                | en augmentation |
|        | Divers Gauche                     | 1                    | 0                | en diminution   |
|        | Mouvement démocrate               | 0                    | 1                | en augmentation |
|        | Divers Droite                     | 3                    | 2                | en diminution   |
|        | Union pour un Mouvement populaire | 4                    | 3                | en diminution   |

### Assemblée départementale à l'issue des élections
| Parti                                | Sigle | Sigle | Élus |
| ------------------------------------ | ----- | ----- | ---- |
| Majorité (21 sièges)                 |       |       |      |
| Parti socialiste                     |       | PS    | 17   |
| Parti communiste français            |       | PCF   | 3    |
| Mouvement démocrate                  |       | MoDem | 1    |
| Opposition (10 sièges)               |       |       |      |
| Union pour un mouvement populaire    |       | UMP   | 4    |
| Divers droite                        |       | DVD   | 4    |
| Union des démocrates et indépendants |       | UDI   | 2    |
| Président du conseil général         |       |       |      |
| Hermeline Malherbe-Laurent (PS)      |       |       |      |

### Résultats par canton
| Canton                       | Conseiller sortant | Parti | Parti | Conseiller élu       | Parti | Parti |
| ---------------------------- | ------------------ | ----- | ----- | -------------------- | ----- | ----- |
| Argelès-sur-Mer              | Pierre Aylagas     |       | PS    | Pierre Aylagas       |       | PS    |
| Canet-en-Roussillon          | Pierre Roig        |       | UMP   | Jean-Claude Torrens  |       | UMP   |
| La Côte Vermeille            | Michel Moly        |       | PS    | Michel Moly          |       | PS    |
| Mont-Louis                   | Christian Blanc    |       | DVD   | Pierre Bataille      |       | DVD   |
| Perpignan-1                  | Jean Codognès      |       | DVG   | Richard Puly-Belli   |       | UMP   |
| Perpignan-2                  | Henri Carbonell    |       | UMP   | Jean-Louis Chambon   |       | PS    |
| Perpignan-3                  | Jean Vila          |       | PCF   | Jean Vila            |       | PCF   |
| Perpignan-7                  | Jean Sol           |       | UMP   | Jean Sol             |       | UMP   |
| Perpignan-9                  | Serge Fa           |       | UMP   | Toussainte Calabrese |       | PS    |
| Prades                       | Guy Cassoly        |       | PCF   | Guy Cassoly          |       | PCF   |
| Prats-de-Mollo-la-Preste     | Bernard Remedi     |       | DVD   | Bernard Remedi       |       | DVD   |
| Rivesaltes                   | Jean-Jacques Lopez |       | PS    | Jean-Jacques Lopez   |       | PS    |
| Saint-Laurent-de-la-Salanque | Alain Got          |       | DVD   | Joseph Puig          |       | MoDem |
| Saint-Paul-de-Fenouillet     | Pierre Estève      |       | PS    | Pierre Estève        |       | PS    |
| Sournia                      | Alain Boyer        |       | PS    | Alain Boyer          |       | PS    |
| Thuir                        | René Olive         |       | PS    | René Olive           |       | PS    |

## Résultats par canton

### Canton d'Argelès-sur-Mer
| Candidat       | Candidat           | Étiquette      | Premier tour | Premier tour | Second tour | Second tour |
| Candidat       | Candidat           | Étiquette      | Voix         | %            | Voix        | %           |
| -------------- | ------------------ | -------------- | ------------ | ------------ | ----------- | ----------- |
|                | Pierre Aylagas*    | PS             | 5 180        | 46,24        | 7 446       | 64,60       |
|                | Édouard Fesenbeck  | FN             | 2 515        | 22,45        | 4 081       | 35,40       |
|                | Marcel Descossy    | UMP            | 1 878        | 16,76        |             |             |
|                | François Parassols | EÉLV           | 867          | 7,74         |             |             |
|                | André Llurba       | FG (PCF)       | 622          | 5,55         |             |             |
|                | Denis Spiral       | CDC            | 140          | 1,25         |             |             |
|                |                    |                |              |              |             |             |
| Inscrits       | Inscrits           | Inscrits       | 21 635       | 100,00       | 21 635      | 100,00      |
| Abstention     | Abstention         | Abstention     | 10 222       | 47,25        | 9 291       | 42,94       |
| Votants        | Votants            | Votants        | 11 413       | 52,75        | 12 344      | 57,06       |
| Blancs et nuls | Blancs et nuls     | Blancs et nuls | 211          | 0,98         | 817         | 3,78        |
| Exprimés       | Exprimés           | Exprimés       | 11 202       | 98,15        | 11 527      | 93,38       |

*sortant

### Canton de Canet-en-Roussillon
| Candidat       | Candidat            | Étiquette      | Premier tour | Premier tour | Second tour | Second tour |
| Candidat       | Candidat            | Étiquette      | Voix         | %            | Voix        | %           |
| -------------- | ------------------- | -------------- | ------------ | ------------ | ----------- | ----------- |
|                | Jean-Claude Torrens | UMP            | 2 918        | 33,35        | 4 941       | 59,57       |
|                | Jérémy Lang         | FN             | 2 134        | 24,39        | 3 354       | 40,43       |
|                | Henri Valls         | MoDem          | 1 294        | 14,79        |             |             |
|                | Dominique Gazo      | PS             | 1 261        | 14,41        |             |             |
|                | Whueymar Deffradas  | EÉLV           | 643          | 7,35         |             |             |
|                | Matthieu Saintoul   | FG             | 429          | 4,90         |             |             |
|                | François Blanc      | PRG            | 71           | 0,81         |             |             |
|                |                     |                |              |              |             |             |
| Inscrits       | Inscrits            | Inscrits       | 17 942       | 100,00       | 17 943      | 100,00      |
| Abstention     | Abstention          | Abstention     | 9 038        | 50,37        | 8 729       | 48,65       |
| Votants        | Votants             | Votants        | 8 904        | 49,63        | 9 214       | 51,35       |
| Blancs et nuls | Blancs et nuls      | Blancs et nuls | 154          | 0,86         | 919         | 5,12        |
| Exprimés       | Exprimés            | Exprimés       | 8 750        | 98,27        | 8 295       | 90,03       |

### Canton de la Côte Vermeille
| Candidat       | Candidat           | Étiquette      | Premier tour | Premier tour | Second tour | Second tour |
| Candidat       | Candidat           | Étiquette      | Voix         | %            | Voix        | %           |
| -------------- | ------------------ | -------------- | ------------ | ------------ | ----------- | ----------- |
|                | Michel Moly*       | PS             | 2 663        | 44,70        | 3 636       | 60,12       |
|                | Jean-Pierre Romero | UMP            | 1 657        | 27,82        | 2 412       | 39,88       |
|                | Françoise Auregan  | FN             | 779          | 13,08        |             |             |
|                | Guillaume Clavaud  | EÉLV           | 366          | 6,14         |             |             |
|                | Richard Sanchez    | FG             | 306          | 5,14         |             |             |
|                | Dominique Roddier  | MoDem          | 91           | 1,53         |             |             |
|                | Johnny Charamon    | GÉ             | 51           | 0,86         |             |             |
|                | Ausiàs Vera-Grau   | CDC            | 44           | 0,74         |             |             |
|                |                    |                |              |              |             |             |
| Inscrits       | Inscrits           | Inscrits       | 10 588       | 100,00       | 10 582      | 100,00      |
| Abstention     | Abstention         | Abstention     | 4 485        | 42,36        | 4 171       | 39,42       |
| Votants        | Votants            | Votants        | 6 103        | 57,64        | 6 411       | 60,58       |
| Blancs et nuls | Blancs et nuls     | Blancs et nuls | 146          | 1,38         | 363         | 3,43        |
| Exprimés       | Exprimés           | Exprimés       | 5 957        | 97,61        | 6 048       | 94,34       |

*sortant

### Canton de Mont-Louis
| Candidat       | Candidat          | Étiquette      | Premier tour | Premier tour | Second tour | Second tour |
| Candidat       | Candidat          | Étiquette      | Voix         | %            | Voix        | %           |
| -------------- | ----------------- | -------------- | ------------ | ------------ | ----------- | ----------- |
|                | Pierre Bataille   | DVD            | 868          | 46,39        | 1 174       | 61,89       |
|                | Jean-Luc Molinier | PS             | 386          | 20,63        | 723         | 38,11       |
|                | Marcel Fourcade   | EÉLV           | 307          | 16,41        |             |             |
|                | Paul Montabric    | FN             | 162          | 8,66         |             |             |
|                | Marc Rousset      | FG             | 148          | 7,91         |             |             |
|                |                   |                |              |              |             |             |
| Inscrits       | Inscrits          | Inscrits       | 3 695        | 100,00       | 3 695       | 100,00      |
| Abstention     | Abstention        | Abstention     | 1 765        | 47,77        | 1 657       | 44,84       |
| Votants        | Votants           | Votants        | 1 930        | 52,23        | 2 038       | 55,16       |
| Blancs et nuls | Blancs et nuls    | Blancs et nuls | 59           | 3,06         | 141         | 6,92        |
| Exprimés       | Exprimés          | Exprimés       | 1 871        | 96,94        | 1 897       | 93,08       |

### Canton de Perpignan-1
| Candidat       | Candidat                      | Étiquette      | Premier tour | Premier tour | Second tour | Second tour |
| Candidat       | Candidat                      | Étiquette      | Voix         | %            | Voix        | %           |
| -------------- | ----------------------------- | -------------- | ------------ | ------------ | ----------- | ----------- |
|                | Marie-Thérèse Costa-Fesenbeck | FN             | 879          | 29,07        | 1 347       | 40,57       |
|                | Richard Puly-Belli            | UMP            | 824          | 27,25        | 1 973       | 59,43       |
|                | Agnès Carayol-Froger          | PS             | 634          | 20,97        |             |             |
|                | Myriam Gichuki                | EÉLV           | 180          | 5,95         |             |             |
|                | Gérard Naudo                  | DVD            | 167          | 5,52         |             |             |
|                | Michel Marc                   | PCF            | 150          | 4,96         |             |             |
|                | Christian Tena                | SE             | 117          | 3,87         |             |             |
|                | Philippe Simon                | CDC            | 24           | 0,79         |             |             |
|                | Mohammed Ouali Alami          | DVG            | 37           | 1,22         |             |             |
|                | Steve Marino                  | ÉCO            | 12           | 0,40         |             |             |
|                |                               |                |              |              |             |             |
| Inscrits       | Inscrits                      | Inscrits       | 7 601        | 100,00       | 7 601       | 100,00      |
| Abstention     | Abstention                    | Abstention     | 4 475        | 58,87        | 3 997       | 52,59       |
| Votants        | Votants                       | Votants        | 3 126        | 41,13        | 3 604       | 47,41       |
| Blancs et nuls | Blancs et nuls                | Blancs et nuls | 102          | 1,34         | 284         | 3,74        |
| Exprimés       | Exprimés                      | Exprimés       | 3 024        | 96,74        | 3 320       | 92,12       |

### Canton de Perpignan-2
| Candidat       | Candidat           | Étiquette      | Premier tour | Premier tour | Second tour | Second tour |
| Candidat       | Candidat           | Étiquette      | Voix         | %            | Voix        | %           |
| -------------- | ------------------ | -------------- | ------------ | ------------ | ----------- | ----------- |
|                | Pierre Parrat      | UMP            | 612          | 27,93        | 1 170       | 48,13       |
|                | Jean-Louis Chambon | PS             | 611          | 27,89        | 1 261       | 51,87       |
|                | Jean-Luc Dufour    | FN             | 399          | 18,21        |             |             |
|                | Dalila Benadjemia  | EÉLV           | 209          | 9,54         |             |             |
|                | Michel Franquesa   | PCF            | 147          | 6,71         |             |             |
|                | Marie-Cécile Pons  | DVD            | 120          | 5,48         |             |             |
|                | Jordi Vera-Arus    | REG            | 93           | 4,24         |             |             |
|                |                    |                |              |              |             |             |
| Inscrits       | Inscrits           | Inscrits       | 5 561        | 100,00       | 5 561       | 100,00      |
| Abstention     | Abstention         | Abstention     | 3 314        | 59,59        | 2 901       | 52,17       |
| Votants        | Votants            | Votants        | 2 247        | 40,41        | 2 660       | 47,83       |
| Blancs et nuls | Blancs et nuls     | Blancs et nuls | 56           | 1,01         | 229         | 4,12        |
| Exprimés       | Exprimés           | Exprimés       | 2 191        | 97,51        | 2 431       | 91,39       |

*sortant

### Canton de Perpignan-3
| Candidat       | Candidat           | Étiquette      | Premier tour | Premier tour | Second tour | Second tour |
| Candidat       | Candidat           | Étiquette      | Voix         | %            | Voix        | %           |
| -------------- | ------------------ | -------------- | ------------ | ------------ | ----------- | ----------- |
|                | Jean Vila*         | FG             | 2 335        | 47,38        | 3 518       | 64,67       |
|                | Julien Leonardelli | FN             | 1 286        | 26,10        | 1 922       | 35,33       |
|                | Michel Cabot       | SE             | 554          | 11,24        |             |             |
|                | Katia Mingo        | EÉLV           | 349          | 7,08         |             |             |
|                | Raymond Faura      | PRG            | 195          | 3,96         |             |             |
|                | Jean-Michel Serve  | DLR            | 101          | 2,05         |             |             |
|                | Michael Morant     | GÉ             | 80           | 1,62         |             |             |
|                | Ahmed Zellama      | CDC            | 28           | 0,57         |             |             |
|                |                    |                |              |              |             |             |
| Inscrits       | Inscrits           | Inscrits       | 12 187       | 100,00       | 12 187      | 100,00      |
| Abstention     | Abstention         | Abstention     | 7 155        | 58,71        | 6 455       | 52,97       |
| Votants        | Votants            | Votants        | 5 032        | 41,29        | 5 732       | 47,03       |
| Blancs et nuls | Blancs et nuls     | Blancs et nuls | 104          | 0,85         | 292         | 2,40        |
| Exprimés       | Exprimés           | Exprimés       | 4 928        | 97,93        | 5 440       | 94,91       |

*sortant

### Canton de Perpignan-7
| Candidat       | Candidat               | Étiquette      | Premier tour | Premier tour | Second tour | Second tour |
| Candidat       | Candidat               | Étiquette      | Voix         | %            | Voix        | %           |
| -------------- | ---------------------- | -------------- | ------------ | ------------ | ----------- | ----------- |
|                | Jean Sol*              | UMP            | 1 966        | 30,97        | 3 615       | 59,69       |
|                | Irina Kortanek         | FN             | 1 586        | 24,98        | 2 441       | 40,31       |
|                | Caroline Bernard       | PS             | 958          | 15,09        |             |             |
|                | Serge Fernadez         | SE             | 933          | 14,70        |             |             |
|                | Agnès Langevine        | EÉLV           | 625          | 9,84         |             |             |
|                | Farid Mellal           | FG             | 201          | 3,17         |             |             |
|                | Marie-Thérèse Guillerm | CDC            | 47           | 0,74         |             |             |
|                | Richard Bantegny       | PRG            | 33           | 0,52         |             |             |
|                |                        |                |              |              |             |             |
| Inscrits       | Inscrits               | Inscrits       | 14 661       | 100,00       | 14 661      | 100,00      |
| Abstention     | Abstention             | Abstention     | 8 188        | 55,85        | 7 837       | 53,45       |
| Votants        | Votants                | Votants        | 6 473        | 44,15        | 6 824       | 46,55       |
| Blancs et nuls | Blancs et nuls         | Blancs et nuls | 124          | 0,85         | 768         | 5,24        |
| Exprimés       | Exprimés               | Exprimés       | 6 349        | 98,08        | 6 056       | 88,75       |

*sortant

### Canton de Perpignan-9
| Candidat       | Candidat             | Étiquette      | Premier tour | Premier tour | Second tour | Second tour |
| Candidat       | Candidat             | Étiquette      | Voix         | %            | Voix        | %           |
| -------------- | -------------------- | -------------- | ------------ | ------------ | ----------- | ----------- |
|                | Louis Aliot          | FN             | 1 083        | 34,61        | 1 597       | 46,24       |
|                | Toussainte Calabrèse | PS             | 564          | 18,02        | 1 857       | 53,76       |
|                | Jean-Louis de Noëll  | UMP            | 515          | 16,46        |             |             |
|                | Nicole Gaspon        | PCF            | 378          | 12,08        |             |             |
|                | Fouzi Bouhadi        | DVD            | 310          | 9,99         |             |             |
|                | Menouar Benfodda     | EÉLV           | 188          | 6,01         |             |             |
|                | Mickaël Millet       | GÉ             | 66           | 2,11         |             |             |
|                | Bernard Heiszler     | CDC            | 25           | 0,80         |             |             |
|                |                      |                |              |              |             |             |
| Inscrits       | Inscrits             | Inscrits       | 8 147        | 100,00       | 8 147       | 100,00      |
| Abstention     | Abstention           | Abstention     | 4 943        | 60,67        | 4 499       | 55,22       |
| Votants        | Votants              | Votants        | 3 204        | 39,33        | 3 648       | 44,78       |
| Blancs et nuls | Blancs et nuls       | Blancs et nuls | 75           | 0,92         | 194         | 2,38        |
| Exprimés       | Exprimés             | Exprimés       | 3 129        | 38,41        | 3 454       | 42,40       |

*sortant

### Canton de Prades
| Candidat       | Candidat          | Étiquette      | Premier tour | Premier tour | Second tour\| | Second tour\| |
| Candidat       | Candidat          | Étiquette      | Voix         | %            | Voix          | %             |
| -------------- | ----------------- | -------------- | ------------ | ------------ | ------------- | ------------- |
|                | Jean Maury        | UMP            | 1 797        | 31,20        | 2 655         | 44,67         |
|                | Guy Cassoly*      | PCF            | 1 342        | 23,30        | 3 289         | 55,33         |
|                | Bernard Loupien   | PS             | 1 180        | 20,49        |               |               |
|                | Thérèse Olanda    | FN             | 687          | 11,93        |               |               |
|                | Maurice Picco     | EÉLV           | 469          | 8,14         |               |               |
|                | Élisabeth Andolfo | NPA            | 200          | 3,47         |               |               |
|                | Enric Balaguer    | CDC            | 84           | 1,46         |               |               |
|                |                   |                |              |              |               |               |
| Inscrits       | Inscrits          | Inscrits       | 10 259       | 100,00       | 10 259        | 100,00        |
| Abstention     | Abstention        | Abstention     | 4 354        | 42,44        | 3 937         | 38,38         |
| Votants        | Votants           | Votants        | 5 905        | 57,56        | 6 322         | 61,62         |
| Blancs et nuls | Blancs et nuls    | Blancs et nuls | 146          | 1,42         | 378           | 3,68          |
| Exprimés       | Exprimés          | Exprimés       | 5 759        | 97,53        | 5 944         | 94,02         |

*sortant

### Canton de Prats-de-Mollo-la-Preste
| Candidat       | Candidat          | Étiquette      | Premier tour | Premier tour | Second tour | Second tour |
| Candidat       | Candidat          | Étiquette      | Voix         | %            | Voix        | %           |
| -------------- | ----------------- | -------------- | ------------ | ------------ | ----------- | ----------- |
|                | Bernard Remedi    | DVD            | 615          | 43,65        | 779         | 54,94       |
|                | Christian Dunyach | PS             | 312          | 22,14        | 639         | 45,06       |
|                | Daniel Borreill   | FG             | 264          | 18,74        |             |             |
|                | Michel Lepeigneux | FN             | 88           | 6,25         |             |             |
|                | Françoise Tibau   | CDC            | 68           | 4,83         |             |             |
|                | Hervé Bazia       | EÉLV           | 62           | 4,40         |             |             |
|                | Ludovic Motigny   | SE             | 0            | 0,00         |             |             |
|                |                   |                |              |              |             |             |
| Inscrits       | Inscrits          | Inscrits       | 2 129        | 100,00       | 2 129       | 100,00      |
| Abstention     | Abstention        | Abstention     | 694          | 32,60        | 631         | 29,64       |
| Votants        | Votants           | Votants        | 1 435        | 67,40        | 1 498       | 70,36       |
| Blancs et nuls | Blancs et nuls    | Blancs et nuls | 26           | 1,22         | 80          | 3,76        |
| Exprimés       | Exprimés          | Exprimés       | 1 409        | 98,19        | 1 418       | 94,66       |

*sortant

### Canton de Rivesaltes
| Candidat       | Candidat            | Étiquette      | Premier tour | Premier tour | Second tour | Second tour |
| Candidat       | Candidat            | Étiquette      | Voix         | %            | Voix        | %           |
| -------------- | ------------------- | -------------- | ------------ | ------------ | ----------- | ----------- |
|                | Jean-Jacques Lopez* | PS             | 2 943        | 34,00        | 4 711       | 54,58       |
|                | André Bascou        | UMP            | 2 435        | 28,13        | 3 921       | 45,42       |
|                | Philippe Lebel      | FN             | 1 884        | 21,77        |             |             |
|                | Karine Daudicourt   | EÉLV           | 611          | 7,06         |             |             |
|                | Patrick Cases       | PCF            | 604          | 6,98         |             |             |
|                | Daniel Drouillard   | POI            | 134          | 1,55         |             |             |
|                | Mercedes Garcia     | CDC            | 44           | 0,51         |             |             |
|                |                     |                |              |              |             |             |
| Inscrits       | Inscrits            | Inscrits       | 18 285       | 100,00       | 18 286      | 100,00      |
| Abstention     | Abstention          | Abstention     | 9 439        | 51,62        | 8 890       | 48,62       |
| Votants        | Votants             | Votants        | 8 846        | 48,38        | 9 396       | 4,18        |
| Blancs et nuls | Blancs et nuls      | Blancs et nuls | 191          | 1,04         | 764         | 4,18        |
| Exprimés       | Exprimés            | Exprimés       | 8 655        | 97,84        | 8 632       | 91,87       |

*sortant

### Canton de Saint-Laurent-de-la-Salanque
| Candidat       | Candidat          | Étiquette      | Premier tour | Premier tour | Second tour | Second tour |
| Candidat       | Candidat          | Étiquette      | Voix         | %            | Voix        | %           |
| -------------- | ----------------- | -------------- | ------------ | ------------ | ----------- | ----------- |
|                | Joseph Puig       | MoDem          | 2 657        | 27,02        | 4 919       | 52,32       |
|                | Alain Got*        | DVD            | 2 410        | 24,51        | 4 482       | 47,68       |
|                | Pierre Aloy       | FN             | 2 135        | 21,71        |             |             |
|                | Marie-José Amigou | UMP            | 1 537        | 15,63        |             |             |
|                | Jean Vilert       | FG             | 486          | 4,94         |             |             |
|                | Jean-Marc Gili    | EÉLV           | 421          | 4,28         |             |             |
|                | Sabine Muller     | DLR            | 148          | 1,51         |             |             |
|                | Claude Perramond  | CDC            | 39           | 0,40         |             |             |
|                |                   |                |              |              |             |             |
| Inscrits       | Inscrits          | Inscrits       | 18 574       | 100,00       | 18 578      | 100,00      |
| Abstention     | Abstention        | Abstention     | 8 499        | 45,76        | 8 301       | 44,68       |
| Votants        | Votants           | Votants        | 10 075       | 54,24        | 10 277      | 55,32       |
| Blancs et nuls | Blancs et nuls    | Blancs et nuls | 242          | 2,40         | 876         | 8,52        |
| Exprimés       | Exprimés          | Exprimés       | 9 833        | 97,60        | 9 401       | 91,48       |

*sortant

### Canton de Saint-Paul-de-Fenouillet
| Candidat       | Candidat            | Étiquette      | Premier tour | Premier tour |
| Candidat       | Candidat            | Étiquette      | Voix         | %            |
| -------------- | ------------------- | -------------- | ------------ | ------------ |
|                | Pierre Estève*      | PS             | 1 171        | 59,05        |
|                | Viviane de Beaumont | FN             | 264          | 13,31        |
|                | Ludovic Servant     | SE             | 215          | 10,84        |
|                | Marie-Paule Ricard  | EÉLV           | 128          | 6,45         |
|                | Dominique Poirot    | FG             | 113          | 5,70         |
|                | Roger Foinels       | DVD            | 92           | 4,64         |
|                |                     |                |              |              |
| Inscrits       | Inscrits            | Inscrits       | 3 320        | 100,00       |
| Abstention     | Abstention          | Abstention     | 1 270        | 38,25        |
| Votants        | Votants             | Votants        | 2 050        | 61,75        |
| Blancs et nuls | Blancs et nuls      | Blancs et nuls | 67           | 3,27         |
| Exprimés       | Exprimés            | Exprimés       | 1 983        | 96,73        |

*sortant

### Canton de Sournia
| Candidat       | Candidat            | Étiquette      | Premier tour | Premier tour |
| Candidat       | Candidat            | Étiquette      | Voix         | %            |
| -------------- | ------------------- | -------------- | ------------ | ------------ |
|                | Alain Boyer*        | PS             | 490          | 56,58        |
|                | Gilles Deulofeu     | DVD            | 238          | 27,48        |
|                | Jean-Pierre Tixador | EÉLV           | 51           | 5,89         |
|                | Bernard Maurin      | FG             | 48           | 5,54         |
|                | Alain Orliaguet     | FN             | 39           | 4,50         |
|                |                     |                |              |              |
| Inscrits       | Inscrits            | Inscrits       | 1 151        | 100,00       |
| Abstention     | Abstention          | Abstention     | 274          | 23,81        |
| Votants        | Votants             | Votants        | 877          | 76,19        |
| Blancs et nuls | Blancs et nuls      | Blancs et nuls | 11           | 1,25         |
| Exprimés       | Exprimés            | Exprimés       | 866          | 98,75        |

*sortant

### Canton de Thuir
| Candidat       | Candidat          | Parti          | Premier tour | Premier tour | Second tour | Second tour |
| Candidat       | Candidat          | Parti          | Voix         | %            | Voix        | %           |
| -------------- | ----------------- | -------------- | ------------ | ------------ | ----------- | ----------- |
|                | René Olive*       | PS             | 3 223        | 40,93        | 4 929       | 63,62       |
|                | Roger Rigall      | DVG            | 1 803        | 22,90        | 2 818       | 36,38       |
|                | Wassilij Kortanek | FN             | 1 472        | 18,69        |             |             |
|                | Franck Huette     | EÉLV           | 737          | 9,36         |             |             |
|                | Jeanne Rousseau   | FG (PCF)       | 522          | 6,63         |             |             |
|                | Florence Jurado   | CDC            | 118          | 1,50         |             |             |
|                |                   |                |              |              |             |             |
| Inscrits       | Inscrits          | Inscrits       | 16 154       | 100,00       | 16 154      | 100,00      |
| Abstention     | Abstention        | Abstention     | 8 041        | 49,78        | 7 633       | 47,25       |
| Votants        | Votants           | Votants        | 8 113        | 50,22        | 8 521       | 52,75       |
| Blancs et nuls | Blancs et nuls    | Blancs et nuls | 238          | 2,93         | 774         | 9,08        |
| Exprimés       | Exprimés          | Exprimés       | 7 875        | 97,07        | 7 747       | 90,92       |

*sortant